# Elecciones estatales de Tamaulipas de 2001
Las Elecciones estatales de Tamaulipas de 2001 se llevaron a cabo el domingo 7 de octubre de 2001 y en ellas se renovaron los titulares de los cargos de elección popular en el estado mexicano de Tamaulipas:
- 43 ayuntamientos. Compuestos por un presidente municipal y regidores, electos para un período de tres años no reelegibles en ningún período inmediato.
- 32 diputados del Congreso del Estado. 19 electos por una mayoría de cada uno de los distritos electorales y 13 de representación proporcional.

## Resultados electorales

### Ayuntamientos
| Partido                                   | Partido                              | Municipios |
| ----------------------------------------- | ------------------------------------ | ---------- |
|                                           | Partido Revolucionario Institucional | 36         |
|                                           | Partido Acción Nacional              | 5          |
|                                           | Partido del Trabajo                  | 1          |
|                                           | Partido de la Revolución Democrática | 1          |
| Fuente: Instituto Electoral de Tamaulipas |                                      |            |

#### Candidatos electos
| Municipio          | Partido | Alcalde (2002-2004)                  |
| ------------------ | ------- | ------------------------------------ |
| Abasolo            |         | Renato Ruiz Pérez                    |
| Aldama             |         | Mario Fernández Arteaga              |
| Altamira           |         | Juan Genaro de la Portilla           |
| Antiguo Morelos    |         | Joel López Turrubiates               |
| Burgos             |         | Alejandro Moya Garza                 |
| Bustamante         |         | Jacinto Vázquez Reyna                |
| Camargo            |         | José Correa Guerrero                 |
| Casas              |         | Francisco Javier Barrón Zúñiga       |
| Ciudad Madero      |         | Joaquín Hernández Correa             |
| Cruillas           |         | Juan Aguirre Galván                  |
| Gómez Farías       |         | José Nieves García Bermúdez          |
| González           |         | Jesús Miguel Ortega González         |
| Güémez             |         | Francisco Sánchez Gámez              |
| Guerrero           |         | Joel Roberto Olivares Villarreal     |
| Gustavo Díaz Ordaz |         | Oscar M. Morales Gutiérrez           |
| Hidalgo            |         | Jesús C. Villanueva Perales          |
| Jaumave            |         | José Gudiño Cardiel                  |
| Jiménez            |         | José Guadalupe Saucedo García        |
| Llera              |         | David Manríquez Pérez                |
| Mainero            |         | Vicente Escalona Puente              |
| Mante              |         | Fernando Pedraza Chaverri            |
| Matamoros          |         | Mario Práxedis Zolezzi García        |
| Méndez             |         | José Luis Gómez Morúa                |
| Mier               |         | Abdón Canales Díaz                   |
| Miguel Alemán      |         | Libaldo Garza Moreno                 |
| Miquihuana         |         | Evodio Bulnes García                 |
| Nuevo Laredo       |         | José Manuel Suarez López             |
| Nuevo Morelos      |         | José Pérez Gómez                     |
| Ocampo             |         | José Francisco Escobar Rosales       |
| Padilla            |         | Sergio Alberto Arizmendi Anaya       |
| Palmillas          |         | José Alfredo Estrada Castro          |
| Reynosa            |         | Serapio Cantú Barragán               |
| Río Bravo          |         | Juan Antonio Guajardo Anzaldúa       |
| San Carlos         |         | Carlos Garza Pérez                   |
| San Fernando       |         | Juan José Galván García              |
| San Nicolás        |         | Manuel Guadalupe González Villarreal |
| Soto la Marina     |         | Juvenal Martínez Vázquez             |
| Tampico            |         | Arturo Elizondo Naranjo              |
| Tula               |         | Juan Andrés Díaz Cruz                |
| Valle Hermoso      |         | Osvaldo Gutiérrez Rodríguez          |
| Victoria           |         | Eugenio Hernández Flores             |
| Villagrán          |         | José Ángel Bernal Delgado            |
| Xicoténcatl        |         | César Augusto Verástegui Ostos       |

### Diputados al Congreso
| Partido | Partido | Mayoría relativa | Proporcional | Total |
| ------- | ------- | ---------------- | ------------ | ----- |
|         | PAN     | 2                | 5            | 7     |
|         | PRI     | 16               | 3            | 19    |
|         | PRD     | 0                | 3            | 3     |
|         | PT      | 1                | 2            | 3     |